# Гамартия
Гама́ртия (др.-греч. ἁμαρτία, дословно — «ошибка», «изъян») — понятие из «Поэтики» Аристотеля, обозначающее трагический изъян характера главного героя трагедии, либо его роковую ошибку, которая становится источником нравственных терзаний и чрезвычайно обостряет в нём сознание собственной вины, даже если вина эта, по современным понятиям, отсутствует. Например, в «Царе Эдипе» главный герой убивает отца и берёт в жёны мать, не имея представления о том, кем они ему приходятся.
Гамартия в древнегреческой трагедии — частное проявление неумолимых, космических законов, карающих слишком активного человека за чрезмерную самонадеянность, за попытку преступить пределы того, что предначертано человеку роком. Обостряя действие внешних сил, Ата и гамартия ведут главного героя к неизбежной развязке любой античной трагедии — трагическому концу (по-гречески развязка — «катастрофа», именно этот термин использует Аристотель).
Иногда к роковой ошибке приводит всепоглощающее стремление героя быть лучше окружающих (честолюбие). В этом случае гамартия выступает оборотной стороной его самонадеянности — «гибриса». Эсхил в «Персах» демонстрирует, как высокомерие и заносчивость Ксеркса привели его к роковой для него ошибке («гамартии») — вторжению в Элладу.
Драматурги Нового времени также предпочитали ставить в центр трагедии лицо, по своим способностям возвышающееся над общей массой людей, но поражённое как гибрисом, так и гамартией. Таков Гамлет, свысока взирающий на человечество, хотя его самого разъедает червь гамартии — патологическая нерешительность. У Отелло в качестве рокового изъяна выступает ревность.